# Кьюарра-Бич
Кьюарра-Бич — пригород Кэрнса, Квинсленд (Австралия). По Австралийской переписи населения 2016 года в пригороде было зарегистрировано 5652 человека.

## География
Пригород граничит с Коралловым морем на востоке и Национальным парком Куранда (англ. Kuranda National Park) на западе. Через пригород проходит шоссе Капитана Кука с юго-запада на север.

## История
Район в основном использовался для выращивания сахарного тростника до тех пор, пока пригород не был модернизирован в 1980-х и 90-х годах. На западной стороне шоссе было оборудовано поле для гольфа Парадиз Палмс (англ. Paradise Palms), а также жилье дома на севере и юге.

## Благоустройство
В городе есть Небольшой торговый центр расположенный на Пулвуд-роуд.
К пляжу примыкает прибрежный заповедник, Пеликан Парк (англ. Pelican Park), у которого есть секция где можно плавать, где кубомедуз. Помимо этого в городе есть Бролга Парк (Brolga Park) и Крокодайл Парк (Crocodile Park).

## Образование
В городе есть англиканская школа, открывшаяся в 1983 году.

## Транспорт
Компания Sunbus имеет автобусный маршрут между Cairns City Mall и Palm Cove, который проходит через Кьюарра-Бич.